# スラッシュ水素
スラッシュ水素（スラッシュすいそ、Slush hydrogen）は、液体水素よりも低温高密度で、液体水素と固体水素が入り混じった、水素の三重点における状態である。液体水素を水素の融点（-259.14℃）付近まで冷却することで得られる。この温度では、液体水素と比べ、密度が16-20%大きくなる。タンク容量を減らし、ロケットの重量を削減できるため、液体水素の代替としてロケット燃料に用いることが提案されている。